# هکتور ویالبا
هکتور ویالبا (انگلیسی: Héctor Villalba؛ زادهٔ ۲۶ ژوئیهٔ ۱۹۹۴) بازیکن فوتبال اهل پاراگوئه است.
از باشگاه‌هایی که در آن بازی کرده‌است می‌توان به باشگاه ورزشی سن لورنسو آلماگرو، Atlanta United FC، و باشگاه فوتبال آمریکا اشاره کرد.
وی همچنین در تیم ملی فوتبال پاراگوئه بازی کرده‌است.